# Prochondracanthus platycephali
Prochondracanthus platycephali är en kräftdjursart som beskrevs av Ho 1975. Prochondracanthus platycephali ingår i släktet Prochondracanthus och familjen Chondracanthidae. Inga underarter finns listade i Catalogue of Life.